# Chatjatur Abovjanmuseet
Chatjatur Abovjanmuseet (armeniska: Աբովյանի տուն-թանգարան) är ett statligt personmuseum i distriktet Kanaker-Zeytun i Jerevan i Armenien, som tillägnas Chatjatur Abovjan. Det invigdes 1939. 
Vid museet finns numera en av Jerevans två stora statyer av Chatjatur Abovjan. Den 4,5 meter höga bronsstatyn skapades av Andreas Ter-Manukyan i Paris 1910–1913. Den levererades till Jerevan först 1925 och installerades först 1933, då på Abovjangatan vid Biografen Moskva. Den flyttades senare till en lekpark vid floden Hrazdan och 1964 ytterligare en gång till nuvarande plats vid Chatjatur Abovjanmuseet i Kanaker-Zeytun. 

## Bildgalleri

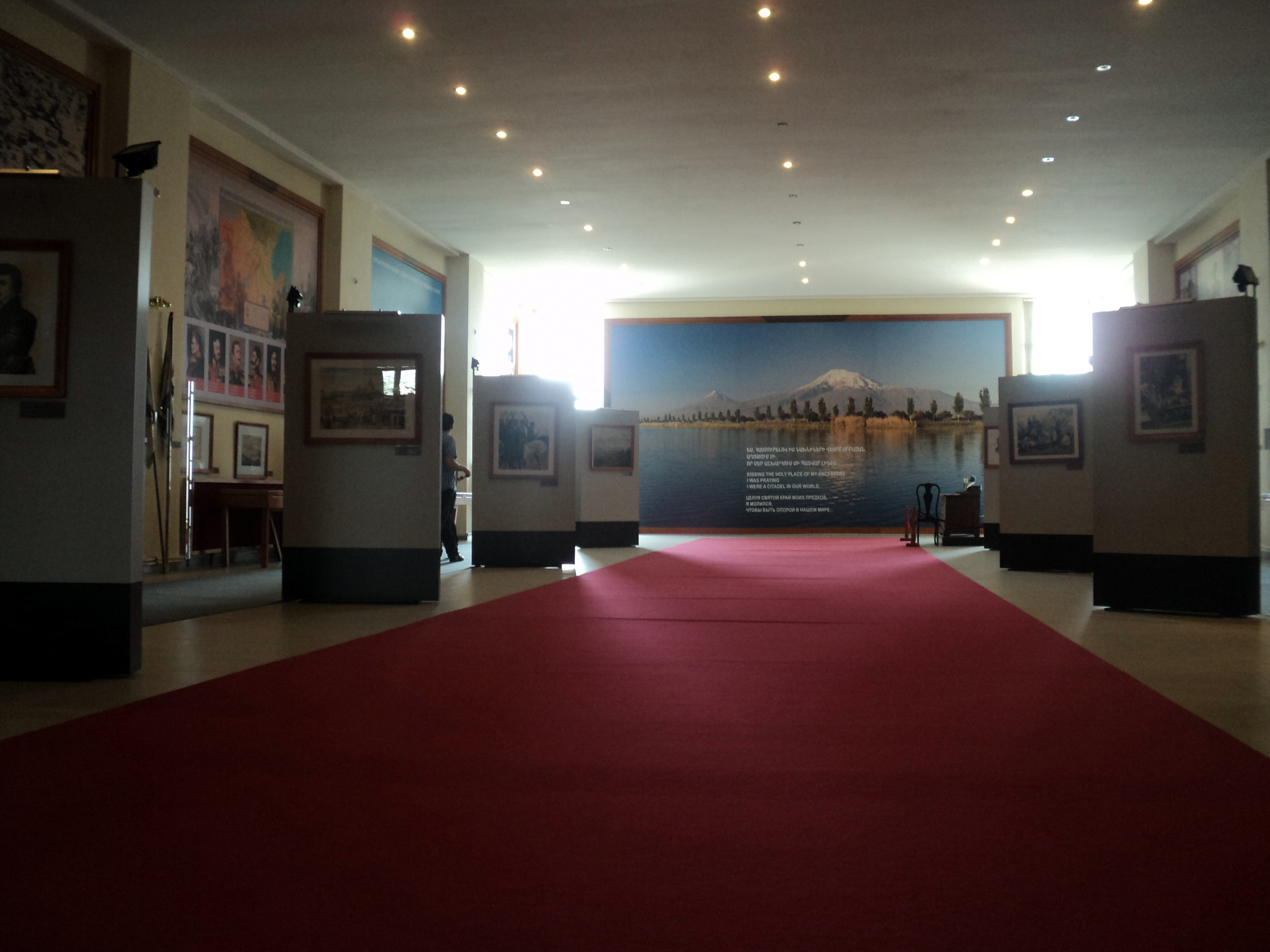
Interiör
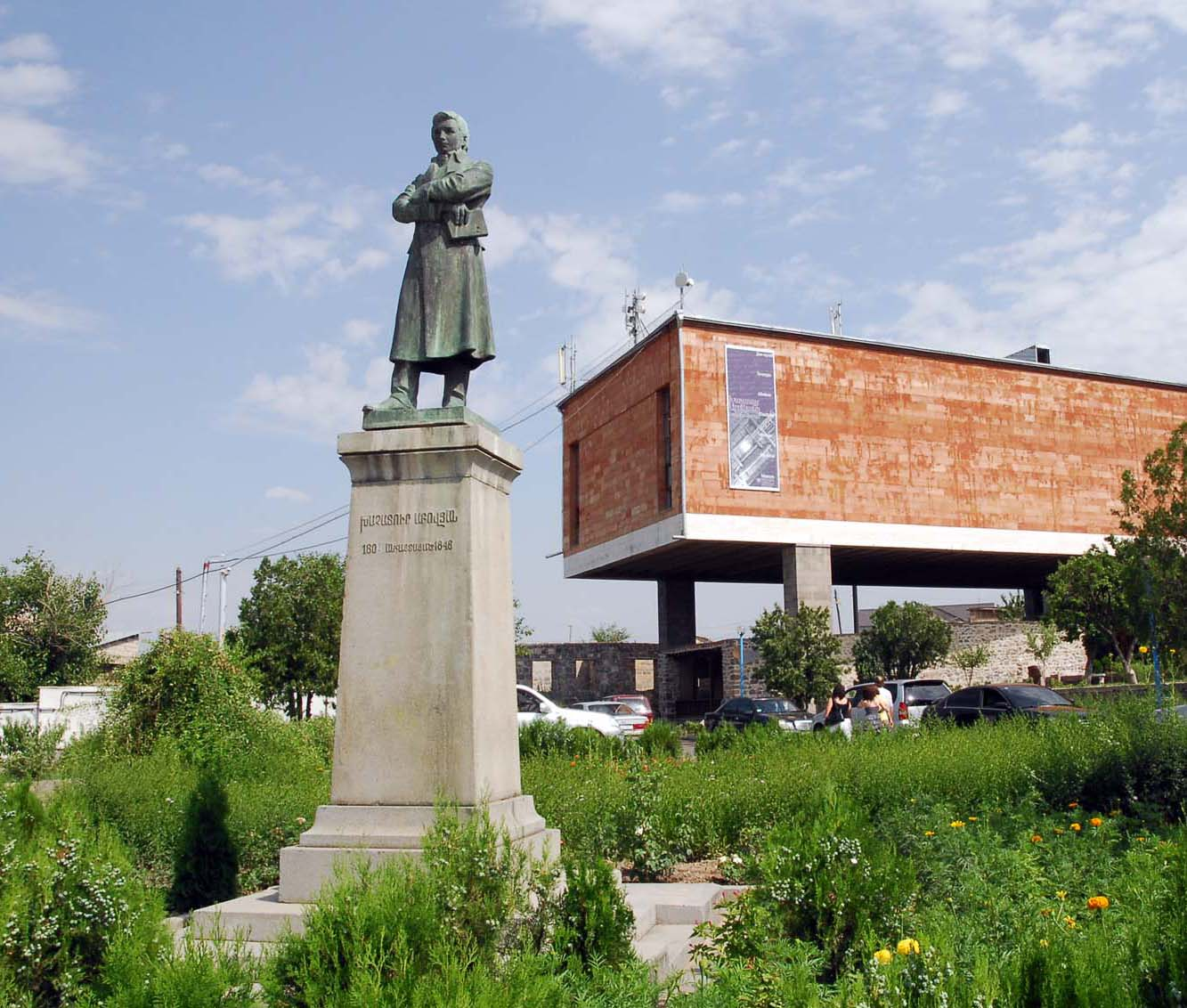
Chatjatur Abovjanstatyn vid Chatjatur Abovjanmuseet